# Chodová Planá
Chodová Planá község Csehországban, Tachovi járásban. Chodová Planá Planá, Trstěnice, Chodský Újezd, Lestkov, Zadní Chodov, Vlkovice, Ovesné Kladruby, Teplá és Mariánské Lázně településekkel határos. Lakosainak száma 1982 fő (2024. január 1.).

## Népesség
A település lakosságának változását az alábbi diagram mutatja:
| Lakosok száma | 3488 | 3559 | 3701 | 1739 | 1735 | 1797 | 1869 | 1853 | 1805 | 1982 |
|               | 1869 | 1900 | 1921 | 1961 | 1980 | 2011 | 2016 | 2019 | 2021 | 2024 |